# Temple de Merenptah
El temple de Merenptah fou un temple mortuori de la zona de necròpolis de l'oest de Luxor, modelat segons el Ramesseum, per Merenptah, fill i faraó successor de Ramsès II, que va governar al final del segle xiii aC. Es van trobar moltes peces del temple, inclosa una part de l'estela d'Israel. El temple fou construir amb pedres d'altres temples, com el temple d'Amenhotep III, la figura del qual apareix en molta decoració del temple.
Està just al sud del temple de Tawosret.